# Eitarō Shinohara
Pour les articles homonymes, voir Shinohara.
Eitarō Shinohara (篠原 英太郎, Shinohara Eitarō), né le 10 octobre 1885 à Kiso, dans la préfecture de Nagano, et mort le 7 mars 1955, est un fonctionnaire et homme politique japonais, successivement gouverneur des préfectures de Yamagata, d'Okayama et d'Aichi, avant de devenir vice-ministre de l'Intérieur en 1937. Il est par la suite brièvement adjoint au maire de la ville de Tokyo, avant de devenir maire de Kyoto en pleine Seconde Guerre mondiale de 1942 à 1946.

## Biographie
Eitarō Shinohara naît le 10 octobre de la 18e année de l'ère Meiji (1885),, dans le village de Kiso, dans le district homonyme de la préfecture de Nagano. Il est le cinquième fils du roturier Shinohara Buhei (篠原 武兵衛) et de son épouse Mine (みね). Après avoir ses terminé ses études secondaires au Troisième lycée (ja), il s'inscrit au département de droit de la faculté de droit de l'université impériale de Tokyo, d'où il sort diplômé en juillet 1911. En novembre 1912, il passe l'examen d'admission à la fonction publique supérieure. Il est embauché par le ministère de l'Intérieur, qui l'affecte au gouvernement de la préfecture de Yamanashi. Il devient un assistant de la fonction publique au ministère de l'Intérieur, puis inspecteur de police dans la préfecture de Nagasaki.
Il devient en premier directeur dans le département des Affaires intérieures de la préfecture d'Ishikawa, ensuite dans la préfecture d'Osaka. En 1922, il est envoyé en Chine, en Europe et en Amérique du Nord, puis retourne au pays deux ans plus tard. À son retour, il est nommé chef de l'aménagement du territoire au bureau de l'Industrie et de la Pêche (ja) du gouvernement général de Corée, avant de devenir chef de la division de la documentation au secrétariat du ministère de l'Intérieur,. Il est par la suite chef du département de l'urbanisme du même ministère, suivi par le poste de chef du département du génie civil du gouvernement (ja) de Hokkaidō,.
En mai 1927, il occupe son premier poste de gouverneur, devenant celui de la préfecture de Yamagata,. En octobre 1929, il est nommé directeur général du bureau de l'Éducation générale du ministère de l'Éducation. En décembre 1931, il est reconduit à un poste de gouverneur, devenant celui de la préfecture d'Okayama,. À partir d'août 1934, il est le gouverneur de la préfecture d'Aichi, et est finalement nommé vice-ministre de l'Intérieur en février 1937,,,. Il démissionne en juin de la même année et prend sa retraite de la fonction publique,,.
Le 26 juillet, il entre au conseil municipal de la ville de Tokyo en devenant adjoint au maire,,. Il démissionne de son poste en janvier 1938 et son poste est comblé par Jirō Ino (ja). En juillet 1942, il est élu maire de Kyoto par le conseil municipal (ja) de la ville, remplaçant Asazō Kagaya,,. En février 1946, après la fin de la Seconde Guerre mondiale, Shinohara est visé par la purge, est démis de son poste de maire et ne peut plus tenir de poste en politique ou en fonction publique jusqu'à la levée de la purge en 1952. Il meurt le 7 mars 1955 à l'âge de 69 ans,,.
Il épouse Yukiko (雪子), fille aînée de Yamaguchi Man'o (山口 萬男), avec qui il a une fille, Takako (多香子), née en 1913.

## Distinctions
- Membre de la Cour du Japon (ja), 5e rang supérieur[1].